# Кирилов Вадим Васильович
Кирилов Вадим Васильович (нар. 2 червня 1981, Зоря, Саратський район — молдавський футболіст українського походження. Грає на позиції нападника.

## Клубна кар'єра

### Шериф
Починав у тираспольському «Шерифі». За який провів 19 матчів і забив 3 м'ячі. Але більшість часу провів у команді «Тілігул», за яку виступав на правах оренди.

##### Тилігул
У першому сезоні за цей клуб він зіграв лише 8 матчів та встиг забити 2 м'ячі. В сезоні 1998/1999 зіграв на 4 матчі більше. Відзначився один раз. У сезоні 1999/2000 команда викупає контракт гравця. Тепер Вадим отримав набагато більше ігрової практики, зігравши 26 матчів. За цей час він забив 6 м'ячів. У наступному сезоні покращив свою статистику, за 25 матчі забив тепер 8 голів. І ось сезон 2001/2002. У новому тисячолітті Вадим Кирилов покидає «Тілігул». За останній свій сезон тут зіграв 13 матчів і забив 5 голів. А всього за клуб провів 84 гри.

### Карпати-2
У сезоні 2002/2003 приєднався до клубу «Карпати-2» (фарм-клуб «Карпат»). Та цей сезон в клубі для нього був єдиним. За цей час він зіграв 12 матчів і забив 2 м'ячі. В основну команду Вадим так і не потрапив. Зате його помітили у ФК «Закарпаття» (сьогодні ФК «Говерла»).

### Закарпаття
У сезоні 2003/2004 приєднався до нової команди. Тут йому дали шанс — 17 матчів. Але гра у Вадима не йшла. Він не забив жодного м'яча. Але разом з клубом він переміг у Першій лізі України і команда отримала право грати в еліті. Але туди гравець потрапив іншим шляхом.

### Зірка
У 2004 році грав за кіровоградську «Зірку». У клубі зіграв 12 матчів і забив 2 м'ячі, як і в свої звичайні сезони.

### Металург
У сезоні 2004/2005 приєднався до запоріжського «Металург». Там він провів першу у своїй кар'єрі кубкову гру. А у чемпіонаті зіграв 2 матчі. Його було переведено до фарм-клубу команди. У першому сезоні за дублюючий склад зіграв 22 матчі і забив 11 м'ячів. Наступний сезон він почав теж у «Металурзі». Але покинув його після 1 матчу.

### Зоря
Продовжив сезон 2005/2006 у луганській «Зорі». Зіграв 29 матчів і забив 14 м'ячів. Це був його найкращий сезон у кар'єрі. Клуб вийшов у вищу лігу, а Вадим увійшов до трійки найкращих бомбардирів. У наступному сезоні зіграв 10 матчі і забив 2 м'ячі у чемпіонаті. А також зіграв 1 матч у кубку країни, де відзначився голом. Зіграв одну гру за фарм-клуб.

### Чорна смуга
Далі його кар'єра впала. Він перейшов у «Десну», де зіграв лише 2 матчі. Голами не відзначився. Він їде до Латвії, грає за «Вентспілс», але там не зміг покращити статистику. Знову повертається в Україну.

##### Нива Тернопіль
Він починає виступати за «Ниву» з Тернополя. Там він отримав не так багато часу. Зіграв лише 14 матчів але забив 6 голів. Розуміючи що він не так потрібен команді, покидає клуб.

##### Нафтовик-Укрнафта
Його приймає «Нафтовик-Укрнафта». Там він зіграв декілька сезонів і його статистика стала гірше ніж у минулому клубі. За 16 матчів він забив 2 м'ячі.

### Олександрія
Під кінець його кар'єри переходить в «Олександрію». За перший сезон проводить 10 матчів і забиває 4 м'ячі. У наступному за 11 матчів лише 1 гол. Потім знову змінює команду.

### Сталь
Новий його клуб — «Сталь». За дніпродзержинську команду він провів 7 матчів і забив 2 м'ячі.

### Балкани
14 рік кар'єри. Він вирішує перейти у клуб з села Зоря. Туди де він народився. Ось так з 2011 року почав грати за аматорський клуб з одещщини — «Балкани». За всю кар'єру він забив чимало важливих і красивих м'ячів. У 2015 році припинив грати.

## Досягнення

### Командні
Тилігул
- Срібний призер чемпіонату Молдови: 1997/1998
- Бронзовий призер чемпіонату Молдови: 1998/1999, 2000/2001

 Закарпаття
- Переможець Першої ліги України: 2003/2004

 Зоря
- Переможець Першої ліги України: 2005/2006

 Нива Тернопіль
- Срібний призер Другої ліги України: 2007/2008

### Індивідуальні
- 3 бомбардир Першої ліги України: 2005/2006